# Bogatell
El Bogatell és l'espai del litoral barceloní on desembocava l'antiga riera o torrent del Bogatell i, més tard, el canal artificial del Bogatell, avui transformat en un col·lector que discorre sota l'Avinguda del Bogatell i desemboca a l'espigó del Bogatell.

## Etimologia
Al segle XIX, quan es va començar a documentar el topònim, es creia que Bogatell provenia del mot boga, una planta de ribera present a la llera del torrent en el seu tram baix i per això es va optar per l’escriptura amb "o".
Però segons l’etimòleg Joan Coromines, el topònim deriva del mot buc, per la semblança del torrent amb la forma convexa del buc d’un vaixell. Aquest fenomen és similar al de dos torrents de Gràcia, coneguts com de l’Olla i de la Cassola per la seva forma. Per aquest motiu, Coromines argumenta que el nom s'hauria d’escriure amb "u": Bugatell.

## Història

### El torrent original

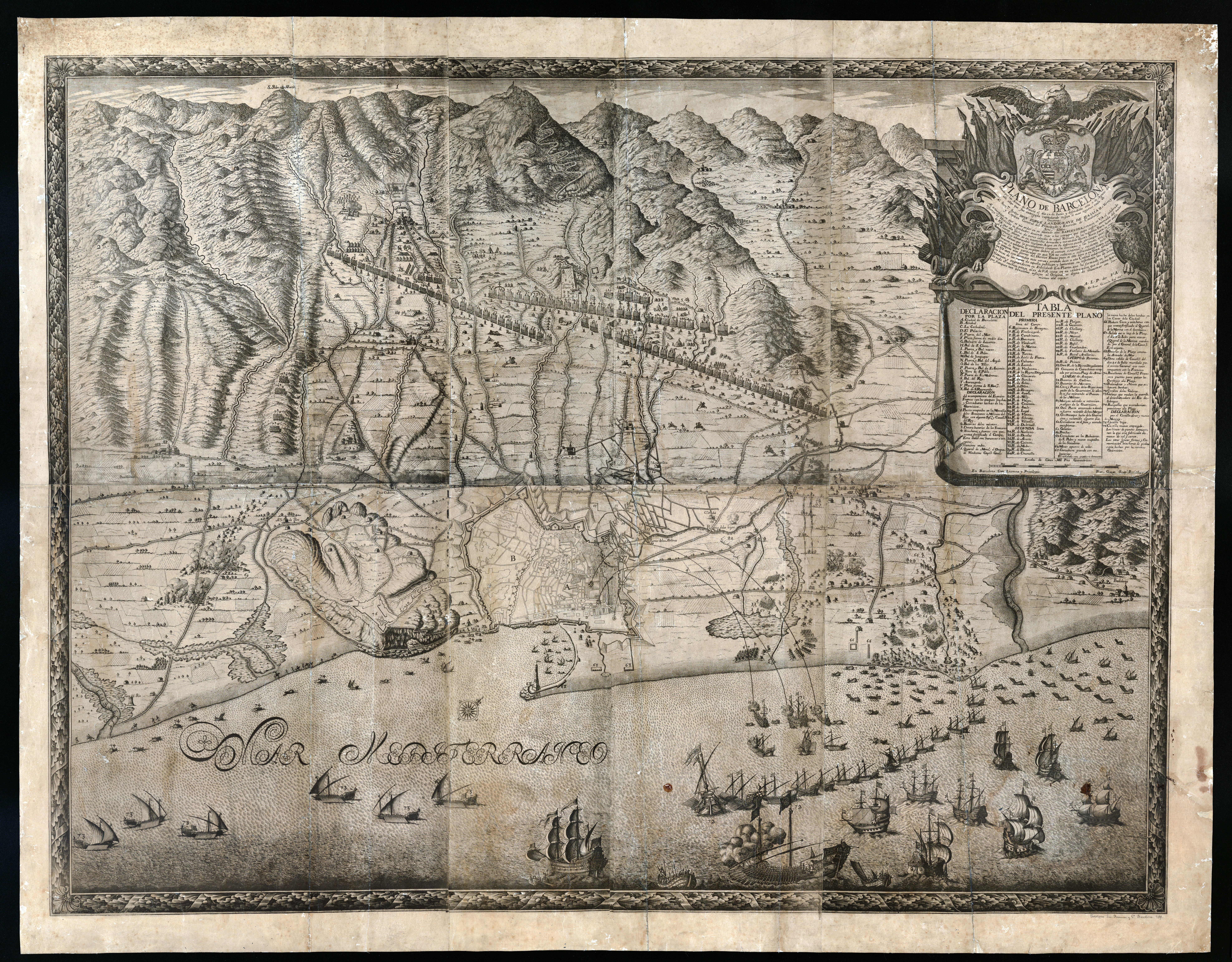
Mapa del setge de 1697 dibuixat el 1699 on es veu el Torrent del Bogatell envoltat de la "laguna".

Durant segles, el litoral barceloní era una extensa zona d'aiguamolls, amb llacunes envoltades de joncs. Entre la ciutat emmurallada i el riu Besòs s'hi trobava la Llacuna del Joncar o Llacuna del Poblenou, alimentada per les aigües dels torrents del Bogatell i d'en Milans i per les aigües sobrants dels camps regats pel Rec comtal.
El Torrent del Bogatell naixia al Guinardó i creuava part del Camp de l'Arpa i del Clot. Durant molts anys el carrer de Rogent, que havia estat la seva llera, es va dir carrer del Bogatell.
Després de la conquesta de Catalunya per part de l'exèrcit Borbònic, l'enginyer militar Joris Prosper van Verboom que havia planejat el setge de Barcelona de 1714, va liderar una sèrie d'intervencions urbanístiques a tot el país. A més de projectar la Ciutadella, que va requerir l’enderroc de 38 carrers i 1.016 habitatges, també va decidir dessecar la Llacuna del Joncar per a poder-ne aprofitar els terrenys. En aquella època, no es tenia en compte l’impacte ambiental d’eliminar tot un ecosistema. Per a aconseguir-ho, l’any 1716, van Verboom va canalitzar el torrent del Bogatell directament cap al mar. Aquesta nova conducció es va conèixer com la séquia de la Llacuna o la séquia de Verboom i ha quedat fossilitzada en l'actual Passatge de la Llacuna, darrere del Cementiri del Poblenou.

### El canal artificial

Plànol de 1819 on es veu la Séquia de Borbó desembocant a la Séquia de La Llacuna.

L'any 1790 es va crear una llera que interceptava i allunyava de la ciutat l’aigua dels torrents i les rieres que anaven a parar al fossat de la muralla de Barcelona. Aquest nou canal es va anomenar Séquia del Borbó i desembocava perpendicularment a la Séquia de la Llacuna, és a dir, al tram final del torrent del Bogatell.
Amb el temps, el torrent del Bogatell va desaparèixer i aquesta Séquia de Borbó en va prendre el seu nom.

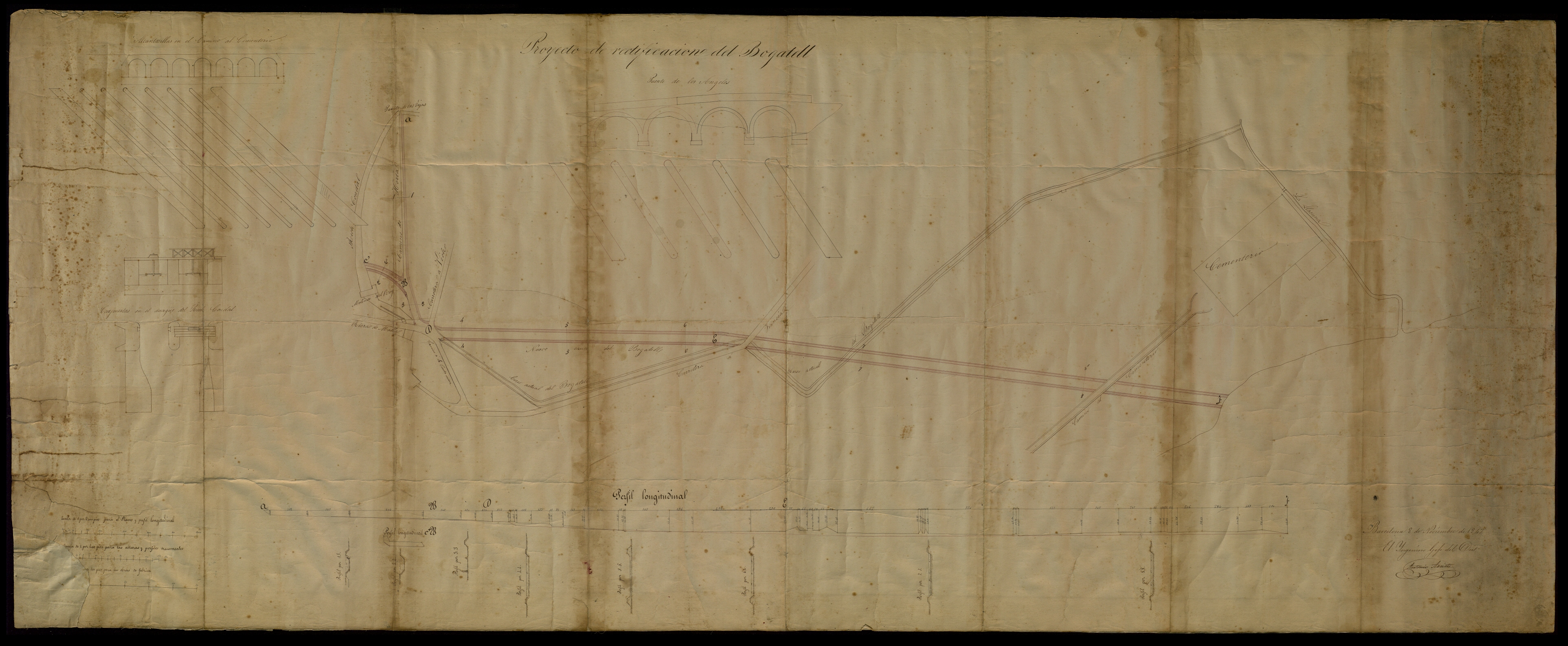
Projecte de 1847 de rectificació de la Séquia de Borbó, ara coneguda com a Bogatell.

L’any 1847 l’enginyer Antonio Arriete va redactar un projecte per a rectificar-ne el traçat per la diagonal que avui coneixem com l’Avinguda del Bogatell. En el seu plànol ja hi escriu "Curso actual del Bogatell" en comptes de "Curso actual de la acequia de Borbón".
En l'aixecament topògrafic del Pla de Barcelona que va fer Ildefons Cerdà l'any 1855 hi surten reflectits tant l'"Antiguo Cauce del Bogatell" com el "Nuevo Cauce del Bogatell".

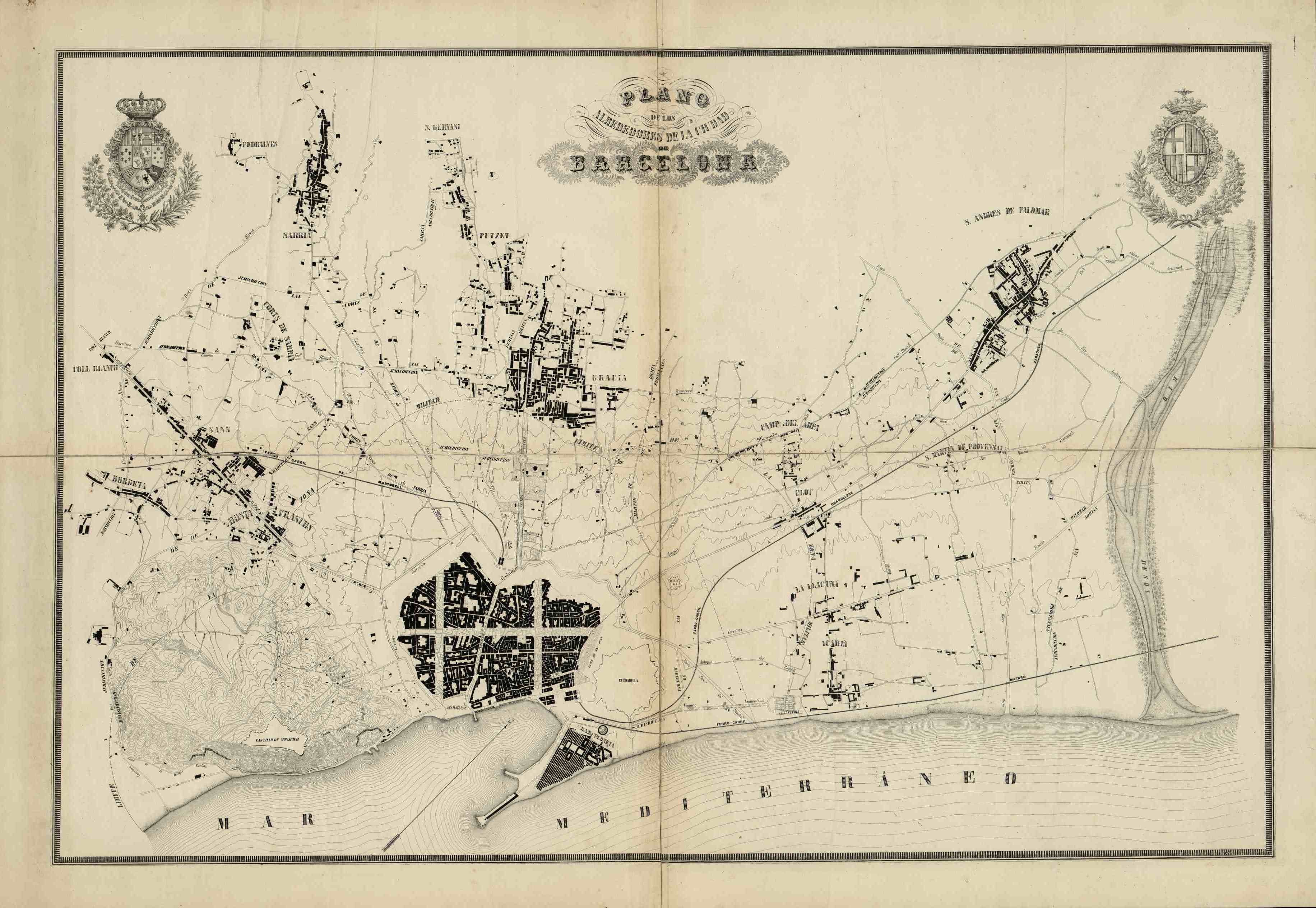
Plànol topogràfic de Cerdà (1855) amb el "Antiguo Cauce del Bogatell" i el "Nuevo Cauce del Bogatell".

En el projecte d'Eixample que el govern espanyol encarrega a Cerdà l'any 1859, l'enginyer elimina les muralles i projecta la construcció d’un col∙lector per a protegir la nova ciutat de les aigües de la muntanya de manera similar a com ho feien els fossats d'aquestes muralles medievals. Però el 1862 aquest canal no s'havia construït i la Riera d'en Malla es desborda provocant una gran inundació a la ciutat. Moren gairebé 1.000 persones i causa grans danys. Per a evitar noves inundacions, el 1865 s'amplia el col∙lector del Nou Bogatell.
Tota aquesta zona, que el mateix Cerdà va batejar com a Icària està estretament lligada amb el Bogatell i les seves flaires, ja que el Bogatell es va anar convertint en una claveguera a cel obert.
L'any 1847 s'atorgà la concessió del ferrocarril de Barcelona a Mataró que travessaria el Bogatell. Es va inaugurar l'octubre de 1848, sent la primera línia de ferrocarril de la península Ibèrica. El 1905 s'hi va afegir l'Estació de mercaderies de Bogatell (MZA).
El juliol del 1972 s'inaugurà la planta d'aigües residuals del Bogatell que assumia el 85% de la conca hidrogràfica de Barcelona. Aquesta planta, així com el barri obrer d'Icària, el Ramal de Marina i l'Estació del Bogatell (MZA), s'enderrocà a finals del 1989 per la construcció de la Vila Olímpica, a la vegada que es va construir un altre gran col∙lector que baixa pel Passeig de Sant Joan i travessa el Parc de la Ciutadella.
El topònim Bogatell va donar nom a una de les platges que es van reformar amb la urbanització de la Vila Olímpica, la platja del Bogatell.
Rep també el nom de Bogatell l'estació de la línia 4 del metro de Barcelona, que té la sortida als carrers de Pujades i de Zamora. També duu aquest nom l'escola de primària que es construí el 1979 en el triangle que formen el carrer de Ramon Turró i l'avinguda del Bogatell, on abans hi havia les instal·lacions de la Lletera.